# Drepanepteryx calida
Drepanepteryx calida is een insect uit de familie van de bruine gaasvliegen (Hemerobiidae), die tot de orde netvleugeligen (Neuroptera) behoort. 
Drepanepteryx calida is voor het eerst wetenschappelijk beschreven door Krüger in 1922.